# Râul Neagra Mare
Râul Neagra Mare este unul din cele două brațe care formează râul Neagra. 

### Harți
- Harta Munții Ceahlău  Arhivat în 28 iunie 2008, la Wayback Machine.